# Мкртич Портуґалян
Мкртич Портуґалян (вірм. Մկրտիչ Փորթուգալյան; 21 жовтня 1848, Константинополь — 1921, Марсель) — ідеолог і діяч вірменської національно-визвольної боротьби в Західній Вірменії. Один із засновників першої вірменської національної партії «Арменакан», поет та публіцист. Був прихильником насильницьких методів партизанської війни.

## Біографія
Мкртич Портуґалян народився в Константинополі, у родині банкіра, і здобув освіту в османській столиці. У 1869 році працював учителем в Євдокії (Токаті). Надалі, здійснивши тривалу подорож Західною Анатолією і Балканськими землями, повернувся до Константинополя, де у 1874—1875 роках редагував національну літературно-політичну газету «Дзайн Айастані» (Голос Вірменії). У ній були опубліковані його перші патріотичні роботи. Незабаром він взяв участь у створенні вірменських громад «Вараздатян» і «Араратян». Побувавши на Кавказі, встановив зв'язок з Г. Арцруні. У 1875 році Портуґалян попрямував у Ван, де займався педагогічною та громадсько-політичною діяльністю. Тут він знайшов благодатний ґрунт для своєї патріотичної діяльності, разом з М. Хрімяном, Г. Срвандзтяном і іншими поширював визвольні ідеї в Васпуракані. У 1878 р. Портуґалян відкрив у Вані власну школу, яка внаслідок розколів у місцевій вірменській громаді припинила існування в тому ж році. У 1881 р. Портуґалян заснував Центральне училище Вана «Айказян кедронакан варжаран», що стало центром національно-визвольної боротьби західних вірмен. У Вані ж їм були засновані молодіжна організація «Союз прогресу», товариство «Соратник» і Політичний клуб. У 1885 році разом з групою однодумців (Ф. Терлемезян Фанос Погосович, М. Аветисян, Г. Аджемян, Р. Шатворян, Г. Акопян) створив у Вані «Союз вірменських патріотів» (по імені газети «Вірменія» члени його називали себе « арменаканами»). В основі програми арменаканів лежала ідея звільнення і незалежності Західної Вірменії. У тому ж 1885 році османські влада закрила Центральне училище Вана. Турецький уряд став переслідувати М. Португаляна, і змусило його виїхати за кордон. Влаштувавшись у 1885 р. в Марселі, він заснував там друкарню і почав видавати газету «Вірменія».(1885—1907, 1908—1923). Газета друкувала матеріали про важке становище вірменів, закликала до національного визволення, нерідко викривала подвійну гру дипломатії західних держав в Вірменському питанні.
Після Младотурецкої революції 10 липня 1908 року Портуґалян на певний час припинив свою революційну пропаганду, і закликав разом з младотурками перетворити країну, відмовився від ідеї незалежності Вірменії і висунув тезу про її автономію. У травні 1910 року шовіністичні та мегаломанськими установки младотурків стали очевидними для всіх (або майже для всіх). Під впливом антивірменских дій младотурків, Портуґалян розчарувався в них, піддав їх політику викривальною критикою і прийшов до висновку, що вірмени не можуть дозволити своє питання без допомоги західних держав.
У роки Першої світової війни закликав вірмен надавати допомогу Антанті організацією добровольчого руху і збором пожертвувань. І аж до 1917 року Портуґалян бачив порятунок західних вірмен в їх переході під заступництво Росії.
Після смерті Портуґаляна у 1921 році, газету редагував відомий журналист та публицист Егише Торосян, зять Портуґаляна